# Friedrich August Leopold Karl von Schwerin
Friedrich August Leopold Karl von Schwerin (* 11. Dezember 1750 in Berlin; † 16. September 1836 ebenda) war ein preußischer Generalmajor und Chef des Leibkürassierregiments sowie Ritter des Johanniterordens und Erbherr von Bohrau, Kreis Oels. Am 6. Januar 1787 wurde er in den preußischen Grafenstand erhoben.

## Leben

### Herkunft
Seine Eltern waren der königliche Oberstallmeister Gneomar Konrad Bogislav von Schwerin (* 3. November 1721; † 10. August 1769) und dessen Ehefrau Illsabe Sophie Dorothea, geborene von Bredow (* 10. Oktober 1722; † 28. Mai 1788). Sie war eine Tochter des Oberst Johann Ludwig von Bredow. Sein Vater war ebenfalls Ritter des Johanniterordens und designierter Komtur von Lagow. Seine Großeltern waren der königliche Oberstallmeister Friedrich Bogislav von Schwerin († 1747) und dessen Ehefrau Dorothea von Canitz († 3. Februar 1760), eine Tochter des Generalmajors Christoph Albrecht von Canitz.

### Militärlaufbahn
Schwerin kam 1765 als Standartenjunker in das Regiment Gensdarmes, zudem wurde er am 22. März 1765 als Johanniter-Ritter-Anwärter aufgenommen. Am 12. Mai 1788 wurde er Kornett und am 4. Mai 1773 Leutnant. Als solcher nahm er am Bayerischen Erbfolgekrieg teil. Dann am 31. Mai 1782 wurde Schwerin Stabsrittmeister und am 4. November 1788 Rittmeister sowie Kompaniechef. Am 31. Mai 1789 wurde er Major. Aufgrund einer Erkrankung erhielt er am 9. März 1793 zwei Monate Urlaub, um in Karlsbad zu kuren. Nach seiner Rückkehr am 2. Mai 1793 wurde er als Johanniter-Ritter aufgenommen.
Schwerin nahm dann 1794/95 am Feldzug in Polen teil. Nach dem Krieg wurde er am 8. Juni 1798 Oberstleutnant und am 6. Juni 1799 Oberst und Kommandeur des Regiments Gensdarmes. Am 17. Oktober 1805 erhielt er das Leibkürassierregiment als Chef. Am 29. Oktober 1805 wurde er zunächst Brigadier und am 20. Mai 1806 Generalmajor mit Patent vom 2. Juni 1806. Er nahm auch am Vierten Koalitionskrieg teil, kämpfte bei Auerstedt und konnte sich bis Prenzlau zurückziehen. Dort musste er aber mit anderen kapitulieren. Am 30. Mai 1807 erhielt er seinen Abschied mit einem Dank für die geleisteten Dienste. Am 10. Oktober 1808 war auch das Kriegsgerichtsverfahren wegen der Kapitulation bei Prenzlau abgeschlossen, bei dem er freigesprochen wurde. Er starb am 16. September 1836 in Berlin.
Von seinem Onkel Friedrich Albert Graf von Schwerin hatte er 1789 das Gut Willmersdorf geerbt, und von dessen Witwe 1814 auch das Gut Bohrau, dazu kam 1833 noch ein Anteil am Lehen Spantekow.

### Familie
Schwerin heiratete am 3. Oktober 1785 in Berlin Luise Johanna Friederike Gräfin von der Schulenburg-Kehnert (* 10. Mai 1767; † 28. März 1847), Tochter des Generals Schulenburg-Kehnert. Das Paar hatte mehrere Kinder, darunter:
- Christian Ludwig Friedrich Wilhelm (* 19. März 1787; † 27. April 1858), Geheimer Justiz- und Kammergerichtsrat, Stammvater des Willmersdorfer Zweiges  ⚭ 1838 Luise Wilhelmine Christiane Ebel (1819–1901) (Eltern von Fritz Graf von Schwerin)
- Adolf Leopold Albrecht (* 16. August 1789; † 13. März 1808), Leutnant a. D.
- Ludwig August Leopold (* 16. September 1794; † 31. Januar 1863), Leutnant ⚭ 1820 Eugenie Corona Sophia Gräfin von Reichenbach-Goschütz (* 13. Mai 1797; † 10. Oktober 1867)
- Luise Friederike Laura (* 13. Juli 1809; † 14. Juli 1809)